# Aeroportul Torslanda
Aeroportul Torslanda (IATA: GOT, ICAO: ESGB) este un aeroport din Torslanda⁠(d), Comuna Göteborg, Västra Götalands län, Suedia ce deservește zona Göteborg. A fost numit după Torslanda⁠(d).
aeroportul dispune de o singură pistă.